# Associazione Calcio Conegliano 1981-1982
Questa voce raccoglie le informazioni riguardanti l'Associazione Calcio Conegliano nelle competizioni ufficiali della stagione 1981-1982.

## Rosa
| N. |                   | Ruolo | Calciatore            |
| -- | ----------------- | ----- | --------------------- |
|    | Italia (bandiera) | C     | Gianni Anselmi        |
|    | Italia (bandiera) | C     | Angelo Benedetti      |
|    | Italia (bandiera) | C     | Dario Biasi           |
|    | Italia (bandiera) | A     | Giandomenico Biscotto |
|    | Italia (bandiera) | C     | Mauro Boccafresca     |
|    | Italia (bandiera) | D     | Arduino Busnardo      |
|    | Italia (bandiera) | A     | Sergio Canal          |
|    | Italia (bandiera) | C     | Ottavio Cattelan      |
|    | Italia (bandiera) | A     | Giampaolo Dari        |
|    | Italia (bandiera) |       | Fiorentelli           |
|    | Italia (bandiera) | A     | Nicola Franzo         |

| N. |                   | Ruolo | Calciatore          |
| -- | ----------------- | ----- | ------------------- |
|    | Italia (bandiera) | D     | Antonio Lot         |
|    | Italia (bandiera) | C     | Maurizio Mazzarella |
|    | Italia (bandiera) | A     | Ezio Meneghin       |
|    | Italia (bandiera) | P     | Luigi Modolo        |
|    | Italia (bandiera) | D     | Edgar Moras         |
|    | Italia (bandiera) | C     | Vincenzo Papes      |
|    | Italia (bandiera) | C     | Dino Prizzon        |
|    | Italia (bandiera) | D     | Giancarlo Scaborro  |
|    | Italia (bandiera) | D     | Claudio Segat       |
|    | Italia (bandiera) | P     | Alberto Torresin    |